# 에릭 스톨츠
에릭 스톨츠(Eric Stoltz, 1961년 9월 30일 ~ )는 미국의 배우이다.

## 출연 작품
- 2008년: 밀크 (Milk) - 톰 아미아노 역
- 2005년: 트라이앵글 (The Triangle) - 하워드 토마스 역
- 2005년: 허니무너 (The Honeymooners) - 윌리엄 역
- 2004년: 나비효과 (The Butterfly Effect) - 조지 밀러 역
- 2003년: 해피 아워 (Happy Hour)
- 2002년: 뒤로가는 연인들 (The Rules Of Attraction) - 랜스 로슨 역
- 1999년: 진실을 위하여 (Our Guys: Outrage at Glen Ridge) - 로버트 로리노 역
- 1997년: 미스터 제러시 (Mr. Jealousy)
- 1997년: 아나콘다 (Anaconda) - 스티븐 카일 역
- 1996년: 키스타켓 (2 Days in the Valley) - 웨스 테일러 역
- 1996년: 제리 맥과이어 (Jerry Maguire) - 에단 밸히어 역
- 1996년: 돈 룩 백 (Don't Look Back) - 제세 패리쉬 역
- 1995년: 롭 로이 (Rob Roy) - 알란 맥도날드 역
- 1995년: 플루크 (Fluke)
- 1994년: 슬립 위드 미 (Sleep with Me) - 조셉 역
- 1994년: 킬링 조이 (Killing Zoe) - 제드 역
- 1994년: 펄프 픽션 (Pulp Fiction) - 랜스 역
- 1994년: 작은 아씨들 (Little Women) - 존 브룩 역
- 1993년: 연인들 (Bodies, Rest & Motion)
- 1993년: 네이키드 인 뉴욕 (Naked in New York) - 제이크 브릭스 역
- 1992년: 워터댄스 (The Waterdance) - 조엘 가르시아 역
- 1992년: 클럽 싱글즈 (Singles) - 마임 역
- 1991년: 머니 (Money) - 프랭크 역
- 1990년: 멤피스 벨 (Memphis Belle) - 대니 데일리 역
- 1989년: 플라이 2 (The Fly 2) - 마틴 브런들 역
- 1987년: 사랑 시대 (Some Kind Of Wonderful)
- 1987년: 은밀한 자매 (Sister, Sister)
- 1987년: 라이온하트 (Lionheart)
- 1982년: 리치몬드 연애소동 (Fast Times at Ridgemont High) - 스토너 버드 역